# 亦歌
亦歌是一个2007年上线的中国在线音乐试听服务网站，网站由北京新乐时代持有。除了在线播放器，亦歌还支持PC、Mac及Android手机的等平台，此外也提供了多种插件。播放器默认采用自动连续播放模式，不需用户额外操作即可推荐的歌曲。软件亦能根据用户操作逐渐分析用户的音乐喜好，以实现给用户推荐偏爱风格的歌曲。网站的注册是可选的，但是注册用户可以使用诸如收藏、外观配色方案和参数设置等额外功能。
亦歌于2013年8月开始断断续续无法访问，9月彻底无法访问。有用户认为可能是因中国大陆近期开展盗版影音清理整治所致。

## 功能
| 功能       | 未注册用户 | 注册用户 |
| ---------- | ---------- | -------- |
| 试听歌曲   |            |          |
| 上传歌曲   |            |          |
| 评论       |            |          |
| 分享       |            |          |
| 收藏       |            |          |
| 转发至微博 |            |          |
| 黑名单     |            |          |
| 偏好记录   |            |          |
| 扩展使用   |            |          |
| 下载       | 指向百度   | 指向百度 |
| 下载（MV） | 指向优酷   | 指向优酷 |

## 扩展
自上线以后，官方曾介绍过各种亦歌扩展软件，这些软件大多来自热心用户的贡献。亦歌提供了多种桌面版扩展，使Windows、Linux及Android用户不打开浏览器即可调用亦歌。而也有一些为浏览器用户设计的扩展，如方便调用亦歌的Firefox扩展、Maxthon侧边栏、IE加速器等。此外亦有为社交工具WordPress、MSN等提供的插件。

## 开发
亦歌开始于2008年末开始开发，最开始有三个人负责开发。亦歌使用云端服务器，创始人张若弛说：“在桌面应用都在走向云端的大趋势下。音乐播放器也不例外的会向这个方向发展。”亦歌支持浏览器扩展等许多接口，而由于Flash的跨平台支持最好，故播放器前端选择了Flash。

## 评价
华军软件园评价软件“是一款令人耳目一新的在线音乐播放器，提供简单、快捷、实用的音乐播放服务”。软件在金山公司举办的首届中国优秀软件创新大赛中进入了决赛（前5名），并获得了最佳用户体验奖。